# Sûreté
Sûreté (francês: [syʁte], "segurança" ) é, em muitos países ou regiões falantes do francês, o nome da organização civil policial, particularmente ligada a detetives.